# Johannes Storz
Johannes Storz (* 20. September 1830 in Tuttlingen, Königreich Württemberg; † 25. April 1918 ebenda) war Abgeordneter im württembergischen Landtag als Vertreter des Oberamts Tuttlingen (Schwarzwaldkreis).

## Familie
Sein Großvater war 1803 Stadtpfleger der Stadt Tuttlingen und später Stadtschultheiß. Sein Vater Johannes Storz war der Wirt der Gaststätte Kleiner Bären. Sein jüngerer Bruder war der Landtagsabgeordnete Christian Storz und hat die Gaststätte übernommen. Sein Neffe war der Landtagsabgeordnete Christian Storz.

## Politische Karriere
Mit dem Tod von Theodor Ehninger wurde Johannes Storz ab 1890 Abgeordneter des Landtags. Er konnte das Amt während der folgenden Wahlperiode behaupten. Nachfolger wurde mit der Wahl 1900 Eugen Schnekenburger.